# City of Villains
City of Villains is een MMORPG-computerspel gebaseerd op de vele superheldenstrips. Het spel is hetzelfde in opzet als City of Heroes, maar in dit spel kan de speler de rol van een superschurk aannemen.
Het spel is ontwikkeld door Cryptic Studios en gepubliceerd door NCSoft. Het spel werd uitgebracht op 28 oktober 2005, en sluit aan op City of Heroes. Beide spellen zijn ook samen verkrijgbaar in het Good vs. Evil Edition verzamelpakket.

## Verschillen tussen de twee spellen
City of Villains is zowel een uitbreiding voor City of Heroes als een opzichzelfstaand spel. Derhalve zijn er een paar verschillen tussen de twee spellen. Zo heeft City of Villains andere subklassen waar een personage toe kan behoren, en ook andere krachten voor de personages. Andere verschillen zijn:
- Een direct toegankelijk missiesysteem.
- Speler tegen Speler arena’s voor gevechten tussen helden en schurken.
- Scherpere en meer gedetailleerde graphics.
- De mogelijkheid om hoofdkwartieren te maken voor gevormde teams.

Deze uitbreidingen zijn naderhand ook toegevoegd aan City of Heroes.

## Gameplay

### Missies
De speler begint met het level "Breakout", dat dient als traininglevel. Hierin moet de speler ontsnappen uit een gevangenis.
De rest van het spel speelt zich af in Brickstown. De missies zijn onder andere banken beroven, ontvoeringen en andere misdaden. Spelers kunnen missies doorgaans kiezen via de kranten die in het spel te vinden zijn.
Net als bij City of Heroes zijn voor de meeste missies meerdere spelers nodig.

### Player vs. Player
City of Villains bevat ook de Player versus player (PvP) arena’s, waar personages uit beide spellen kunnen komen om met elkaar te vechten.
Op dit moment zijn er vier van zulke zones: Bloody Bay, Sirens Call, Warburg en Recluse's Victory.

### Hoofdkwartier
Spelers kunnen een hoofdkwartier inrichten voor hun teams. Dit stelt spelers in staat om naar verschillende zones te reizen en powerups te kopen. Ook kan een team spullen opslaan in hun basis.
Om een basis te bouwen moeten de leden van een team grondstoffen en geld verdienen om ruimtes te kopen.

## Personages
Het maken van personages gebeurt vrijwel hetzelfde als in City of Heroes. Allereerst kiest de speler een oorsprong voor zijn schurk. Hierbij kan gekozen worden uit dezelfde vijf oorsprongen als bij City of Heroes. Daarna kan een subklasse worden gekozen. Dit zijn:
- Brute: schurken gespecialiseerd in gevechten op korte afstand. Ze zijn zeer sterk en kunnen veel schade oplopen. Ze zijn bedoeld om eerst zelf de vijand te verzwakken en daarna verdediging te bieden tegen vijandige aanvallen.

- Corruptor: schurken gespecialiseerd in aanvallen van op afstand, en in tweede instantie in versterken of verzwakken van andere personages.

- Dominator: schurken die wapens voor zowel dichtbij als veraf combineren met manipulatie van hun tegenstander. Net als de “controller” groep van de helden kunnen ze tegenstanders beïnvloeden en zelfs machteloos maken.

- Mastermind: schurken die handlangers kunnen oproepen om voor ze te vechten. Tevens bezitten ze enkele offensieve krachten. Hun handlangers zijn o.a. straatbendes, robots, ninja’s en ondoden.

- Stalker: de huurmoordenaars in het spel. Hun voornaamste manier van vechten is zich verstoppen en vanuit hinderlagen toeslaan. Tevens kunnen ze zichzelf tijdelijk onvindbaar maken voor tegenstanders.